# Escudo de San Juan de Urabá
El escudo de Armas de San Juan de Urabá es el emblema heráldico que representa al municipio. En la parte superior tiene un lema que dice Cultura y Progreso. El cuerpo del escudo tiene dos cuarteles divididos; en un cuartel está un tambor y un encino en el segundo cuartel está la bahía donde se ubica el pueblo San Juan de Urabá.
Tiene una bandera con los colores blanco en la parte superior y azul celeste en la parte inferior. 

## Bandera
La bandera de San Juan de Urabá de forma rectangular, está formada por dos franjas horizontales de iguales dimensiones, siendo la franja superior de color blanco y la inferior de color azul, muchas veces identificada con la de San Marino y Santander (Cantabria), solo con la diferencia de cambio en el tono del azul.